# Логопедија
Логопедија се бави превенцијом, откривањем, дијагностиковањем и третманом поремећаја људске комуникације. Појам комуникација у овом контексту користи се у најширем смислу свега онога што се односи на човека, али искључује значења која се односе нпр. на електронске комуникације (телекомуникације) и сл.
Логопедија као наука и струка остварује своје темељне задатке на подручју превенције, процене и интервенције у случајевима поремећаја људске комуникације, њиховог третмана и научног проучавања. Људска комуникација у овом контексту обухвата све процесе и функције повезане с производњом говорног и писаног језика, као и облике невербалне комуникације.

## Дефиниције
Логопедија је наука која се бави превенцијом, откривањем, дијагностиковањем и третманом поремећаја хумане комуникације под којом се подразумевају сви они процеси и функције који су повезани са продукцијом говора, перцепцијом и продукцијом оралнога и писанога језика, као и облицима невербалне комуникације (дефиниција Европског Удружења логопеда – CPLOP).
Логопед је независан стручњак чије се централне активности остварују на подручју превенције, процене и интервенције у случајевима поремећаја хумане комуникације, њиховог третмана и научног истраживања (дефиниција светског удружења логопеда и фонијатара –IALP), а логопедија је струка у развоју на линији примењене и чисте науке.